# Braud-et-Saint-Louis
Pour les articles homonymes, voir Braud et Saint-Louis.
Braud-et-Saint-Louis est une commune du Sud-Ouest de la France, dans le département de la Gironde en région Nouvelle-Aquitaine.

## Géographie

### Localisation et accès
La commune est située dans le Blayais, au bord de l'estuaire de la Gironde.
Sur le territoire de la commune est installée la centrale nucléaire du Blayais.

### Communes limitrophes
Les communes de Saint-Estèphe et Pauillac sont sur la rive gauche de l'estuaire de la Gironde.
|                                              | Saint-Ciers-sur-Gironde |                      |
| Saint-Estèphe                                | Braud-et-Saint-Louis    | Saint-Aubin-de-Blaye |
| Pauillac (par un quadripoint), Saint-Androny | Anglade                 | Étauliers            |

### Hydrographie
La commune est au confluent de la Livenne avec l'estuaire de la Gironde.

### Climat
Pour des articles plus généraux, voir Climat de la Nouvelle-Aquitaine et Climat de la Gironde.
Historiquement, la commune est exposée à un climat océanique aquitain.
En 2020, Météo-France publie une typologie des climats de la France métropolitaine dans laquelle la commune est exposée à un climat océanique et est dans une zone de transition entre les régions climatiques « Littoral charentais et aquitain » et « Aquitaine, Gascogne »0.
Pour la période 1971-2000, la température annuelle moyenne est de 13,1 °C, avec une amplitude thermique annuelle de 14,5 °C. Le cumul annuel moyen de précipitations est de 903 mm, avec 12,2 jours de précipitations en janvier et 6,7 jours en juillet. Pour la période 1991-2020, la température moyenne annuelle observée sur la station météorologique la plus proche, située sur la commune de Pauillac à 11 km à vol d'oiseau, est de 14,0 °C et le cumul annuel moyen de précipitations est de 857,0 mm,. Pour l'avenir, les paramètres climatiques de la commune estimés pour 2050 selon différents scénarios d’émission de gaz à effet de serre sont consultables sur un site dédié publié par Météo-France en novembre 2022.

## Urbanisme

### Typologie
Au 1er janvier 2024, Braud-et-Saint-Louis est catégorisée commune rurale à habitat dispersé, selon la nouvelle grille communale de densité à sept niveaux définie par l'Insee en 2022.
Elle est située hors unité urbaine et hors attraction des villes,.
La commune, bordée par l'estuaire de la Gironde, est également une commune littorale au sens de la loi du 3 janvier 1986, dite loi littoral. Des dispositions spécifiques d’urbanisme s’y appliquent dès lors afin de préserver les espaces naturels, les sites, les paysages et l’équilibre écologique du littoral, tel le principe d'inconstructibilité, en dehors des espaces urbanisés, sur la bande littorale des 100 mètres, ou plus si le plan local d’urbanisme le prévoit.

### Occupation des sols

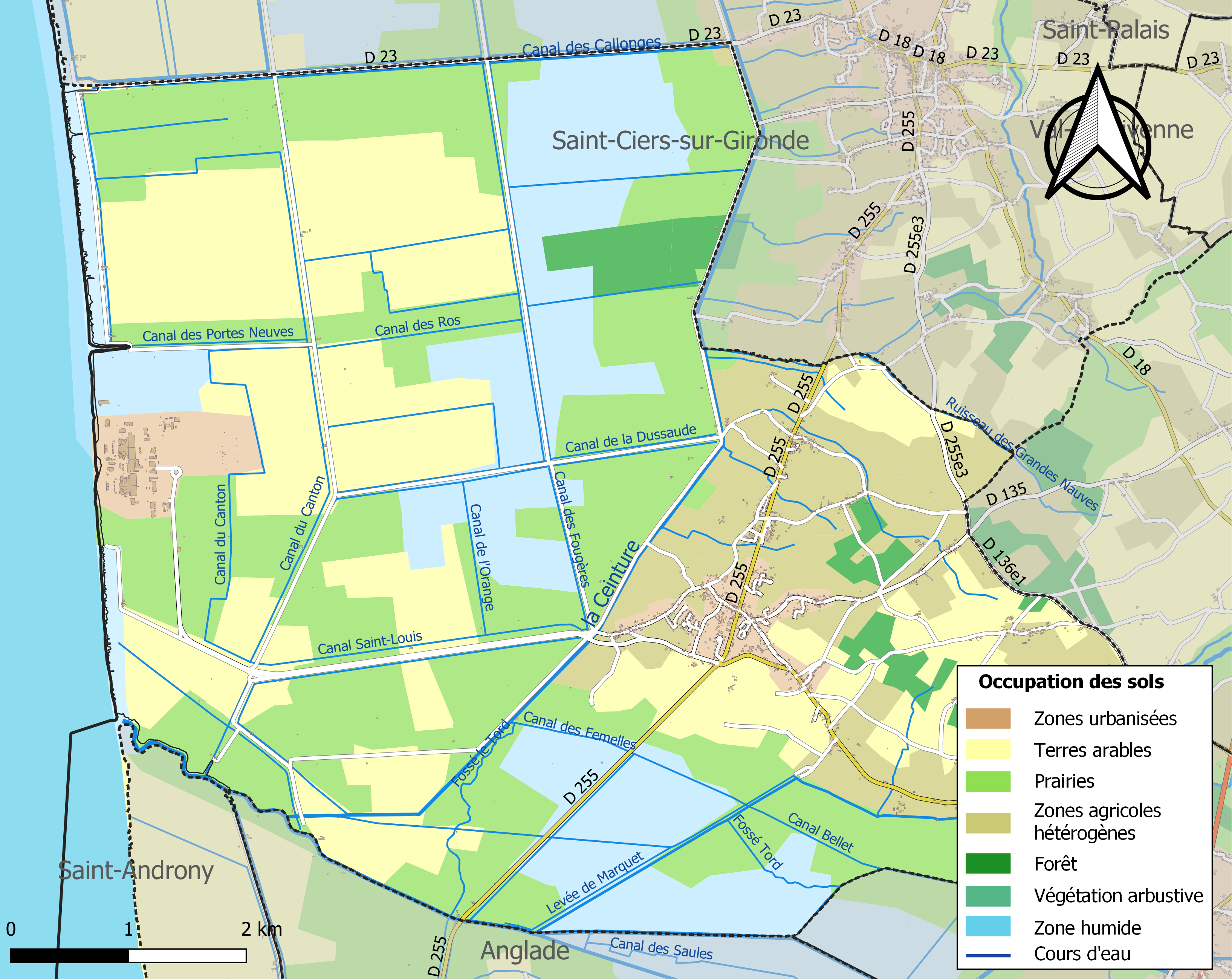
Carte des infrastructures et de l'occupation des sols de la commune en 2018 (CLC).

L'occupation des sols de la commune, telle qu'elle ressort de la base de données européenne d’occupation biophysique des sols Corine Land Cover (CLC), est marquée par l'importance des territoires agricoles (55,1 % en 2018), en diminution par rapport à 1990 (56,2 %). La répartition détaillée en 2018 est la suivante :
eaux maritimes (25,9 %), prairies (24,8 %), terres arables (15,5 %), zones humides intérieures (11,9 %), zones agricoles hétérogènes (10,2 %), cultures permanentes (4,6 %), forêts (2,7 %), zones humides côtières (1,6 %), zones industrielles ou commerciales et réseaux de communication (1,5 %), zones urbanisées (1,2 %). L'évolution de l’occupation des sols de la commune et de ses infrastructures peut être observée sur les différentes représentations cartographiques du territoire : la carte de Cassini (XVIIIe siècle), la carte d'état-major (1820-1866) et les cartes ou photos aériennes de l'IGN pour la période actuelle (1950 à aujourd'hui).

### Risques majeurs
Le territoire de la commune de Braud-et-Saint-Louis est vulnérable à différents aléas naturels : météorologiques (tempête, orage, neige, grand froid, canicule ou sécheresse), inondations, mouvements de terrains et séisme (sismicité faible). Il est également exposé à un risque technologique, le risque nucléaire. Un site publié par le BRGM permet d'évaluer simplement et rapidement les risques d'un bien localisé soit par son adresse soit par le numéro de sa parcelle.

#### Risques naturels
Certaines parties du territoire communal sont susceptibles d’être affectées par le risque d’inondation par débordement de cours d'eau, notamment la Livenne et la Ceinture. La commune a été reconnue en état de catastrophe naturelle au titre des dommages causés par les inondations et coulées de boue survenues en 1982, 1988, 1999 et 2009,.
Les mouvements de terrains susceptibles de se produire sur la commune sont des tassements différentiels.

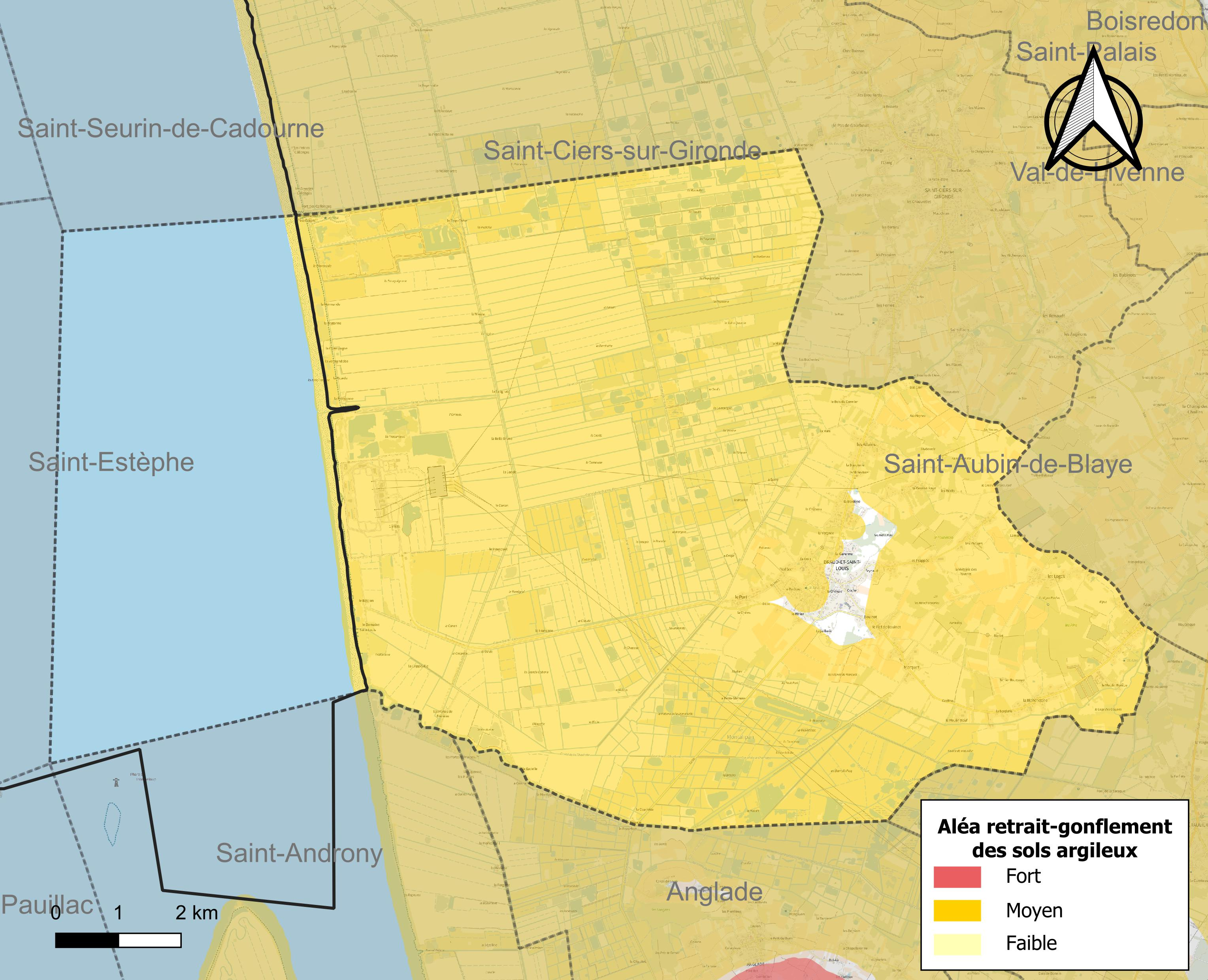
Carte des zones d'aléa retrait-gonflement des sols argileux de Braud-et-Saint-Louis.

Le retrait-gonflement des sols argileux est susceptible d'engendrer des dommages importants aux bâtiments en cas d’alternance de périodes de sécheresse et de pluie. 73,3 % de la superficie communale est en aléa moyen ou fort (67,4 % au niveau départemental et 48,5 % au niveau national). Sur les 832 bâtiments dénombrés sur la commune en 2019, 668 sont en aléa moyen ou fort, soit 80 %, à comparer aux 84 % au niveau départemental et 54 % au niveau national. Une cartographie de l'exposition du territoire national au retrait gonflement des sols argileux est disponible sur le site du BRGM,.
Par ailleurs, afin de mieux appréhender le risque d’affaissement de terrain, l'inventaire national des cavités souterraines permet de localiser celles situées sur la commune.
Concernant les mouvements de terrains, la commune a été reconnue en état de catastrophe naturelle au titre des dommages causés par la sécheresse en 1989, 2009 et 2012 et par des mouvements de terrain en 1999.

#### Risques technologiques
La commune étant située totalement dans le périmètre du plan particulier d'intervention (PPI) de 20 km autour de la centrale nucléaire du Blayais, elle est exposée au risque nucléaire. En cas d'accident nucléaire, une alerte est donnée par différents médias (sirène, sms, radio, véhicules). Dès l'alerte, les personnes habitant dans le périmètre de 2 km se mettent à l'abri. Les personnes habitant dans le périmètre de 20 km peuvent être amenées, sur ordre du préfet, à évacuer et ingérer des comprimés d’iode stable,,.

## Histoire
Une cachette de fondeurs a été signalée et décrite par François Daleau en 1913 au lieu-dit Moulin-Neuf.
Au cours du XVIIe siècle, les marais sont asséchés sur ordre du gouverneur de Blaye, le duc de Saint-Simon, afin de créer des villages et des terres agricoles.
En l'An VI, les petites communes de Braud et de Saint-Louis fusionnent pour former la nouvelle commune de Braud-et-Saint-Louis.
En 1942, l'Opération Frankton passe par la commune de Braud-et-Saint-Louis. Un mémorial en l'honneur des membres du raid est présent sur la commune à proximité du Port des Callonges.

### Héraldique
| Blason de Braud-et-Saint-Louis | « Écartelé au 1) d’azur à la centrale de deux tranches nucléaires sur une terrasse de sinople et une piste au naturel, au 2) d’or à la botte d’asperge au naturel en pal et à la grappe de raisin de gueules en fasce, brochante, tigée et feuillée d'une pièce de sinople à senestre, au 3) d’or au poisson ployé soudé d’argent senestré en chef d’un canard colvert de tenné essorant, au 4) d’azur à l’église d’or, portail à dextre et clocher à senestre, couverte, ouverte et ajourée d’argent, derrière une halle du même soutenue par des piliers au naturel, le tout brochant sur une champagne cousu de sinople. » |

## Politique et administration

### Liste des maires
| Période                                  | Période  | Identité                       | Étiquette | Qualité  |
| ---------------------------------------- | -------- | ------------------------------ | --------- | -------- |
| 1793                                     | 1797     | Joseph Peyreau                 |           |          |
| 1797                                     | 1798     | André Charron                  |           |          |
| 1798                                     | 1800     | Pierre Thibaud                 |           |          |
| 1800                                     | 1826     | Arnaud Jonas                   |           |          |
| 1826                                     | 1845     | Antoine Xavier Dupond          |           |          |
| 1845                                     | 1846     | Pierre Justin Fourcade         |           |          |
| 1846                                     | 1852     | Pierre Baron                   |           |          |
| 1852                                     | 1877     | Alexis Edouard Dupond          |           |          |
| 1877                                     | 1892     | Jean Eugène Serpaud            |           |          |
| 1892                                     | 1894     | Antoine Georges Edouard Dupond |           |          |
| 1894                                     | 1908     | André Tessier                  |           |          |
| 1908                                     | 1910     | Victor Neveu                   |           |          |
| 1910                                     | 1912     | Emile Tessier                  |           |          |
| 1912                                     | 1925     | Louis Largeteau                |           |          |
| 1925                                     | 1941     | Jean Moulinaud                 |           |          |
| 1941                                     | 1944     | Firmin Giraud                  |           |          |
| 1944                                     | 1947     | Gilbert Gay                    |           |          |
| 1947                                     | 1982     | Kléber Marsaud                 |           |          |
| 1982                                     | 1983     | Daniel Rivière                 |           |          |
| 1983                                     | 2001     | Michel Ninaud                  |           |          |
| mars 2001                                | En cours | Jean Michel Rigal              | DVG       | Retraité |
| Les données manquantes sont à compléter. |          |                                |           |          |

### Politique environnementale
Dans son palmarès 2024, le Conseil national de villes et villages fleuris de France a attribué deux fleurs à la commune.

## Démographie
L'évolution du nombre d'habitants est connue à travers les recensements de la population effectués dans la commune depuis 1793. Pour les communes de moins de 10 000 habitants, une enquête de recensement portant sur toute la population est réalisée tous les cinq ans, les populations de référence des années intermédiaires étant quant à elles estimées par interpolation ou extrapolation. Pour la commune, le premier recensement exhaustif entrant dans le cadre du nouveau dispositif a été réalisé en 2005.

En 2022, la commune comptait 1 524 habitants, en évolution de −4,57 % par rapport à 2016 (Gironde : +6,91 %, France hors Mayotte : +2,11 %).
| 1793  | 1800 | 1806  | 1821  | 1831  | 1836  | 1841  | 1846  | 1851  |
| ----- | ---- | ----- | ----- | ----- | ----- | ----- | ----- | ----- |
| 1 200 | 998  | 1 043 | 1 219 | 1 475 | 1 303 | 1 463 | 1 442 | 1 616 |

| 1856  | 1861  | 1866  | 1872  | 1876  | 1881  | 1886  | 1891  | 1896  |
| ----- | ----- | ----- | ----- | ----- | ----- | ----- | ----- | ----- |
| 1 594 | 1 484 | 1 454 | 1 427 | 1 360 | 1 391 | 1 373 | 1 247 | 1 261 |

| 1901  | 1906  | 1911  | 1921  | 1926  | 1931  | 1936  | 1946  | 1954  |
| ----- | ----- | ----- | ----- | ----- | ----- | ----- | ----- | ----- |
| 1 278 | 1 250 | 1 269 | 1 152 | 1 172 | 1 058 | 1 152 | 1 100 | 1 082 |

| 1962  | 1968  | 1975 | 1982  | 1990  | 1999  | 2005  | 2006  | 2010  |
| ----- | ----- | ---- | ----- | ----- | ----- | ----- | ----- | ----- |
| 1 030 | 1 041 | 991  | 1 753 | 1 260 | 1 305 | 1 327 | 1 346 | 1 385 |

| 2015  | 2020  | 2022  | - | - | - | - | - | - |
| ----- | ----- | ----- | - | - | - | - | - | - |
| 1 531 | 1 500 | 1 524 | - | - | - | - | - | - |

## Lieux et monuments

### Église Saint Saturnin

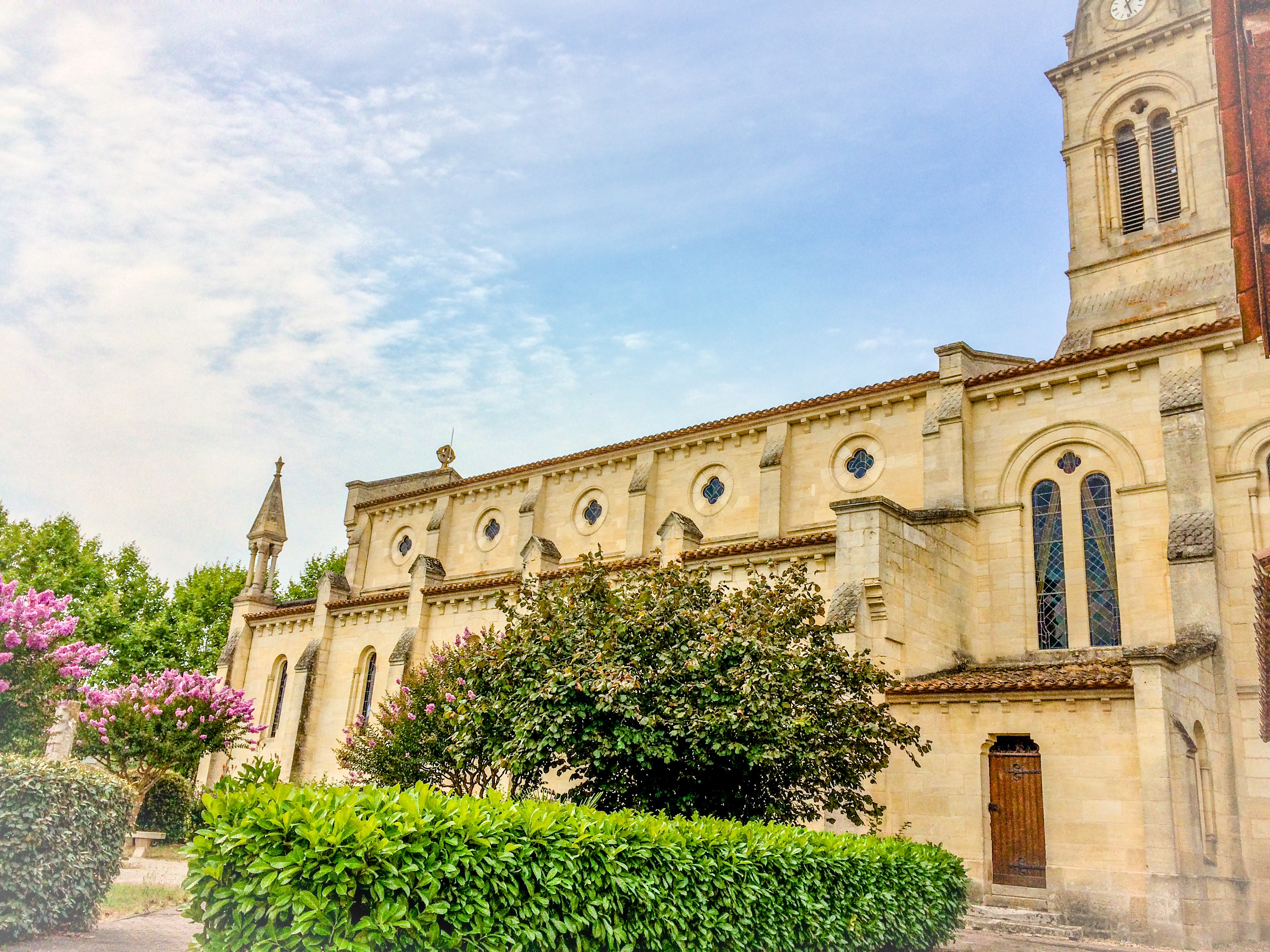
L'église, vue depuis l'ancien presbytère

L'église Saint-Saturnin a été construite en 1898 après la destruction de la précédente église pendant la Révolution. À proximité de l'église se dresse la Colonne des Naufragés, ex-voto dressé par des marins nordiques rescapés d'un naufrage au début du XVIIe siècle.

### Terres d'oiseaux

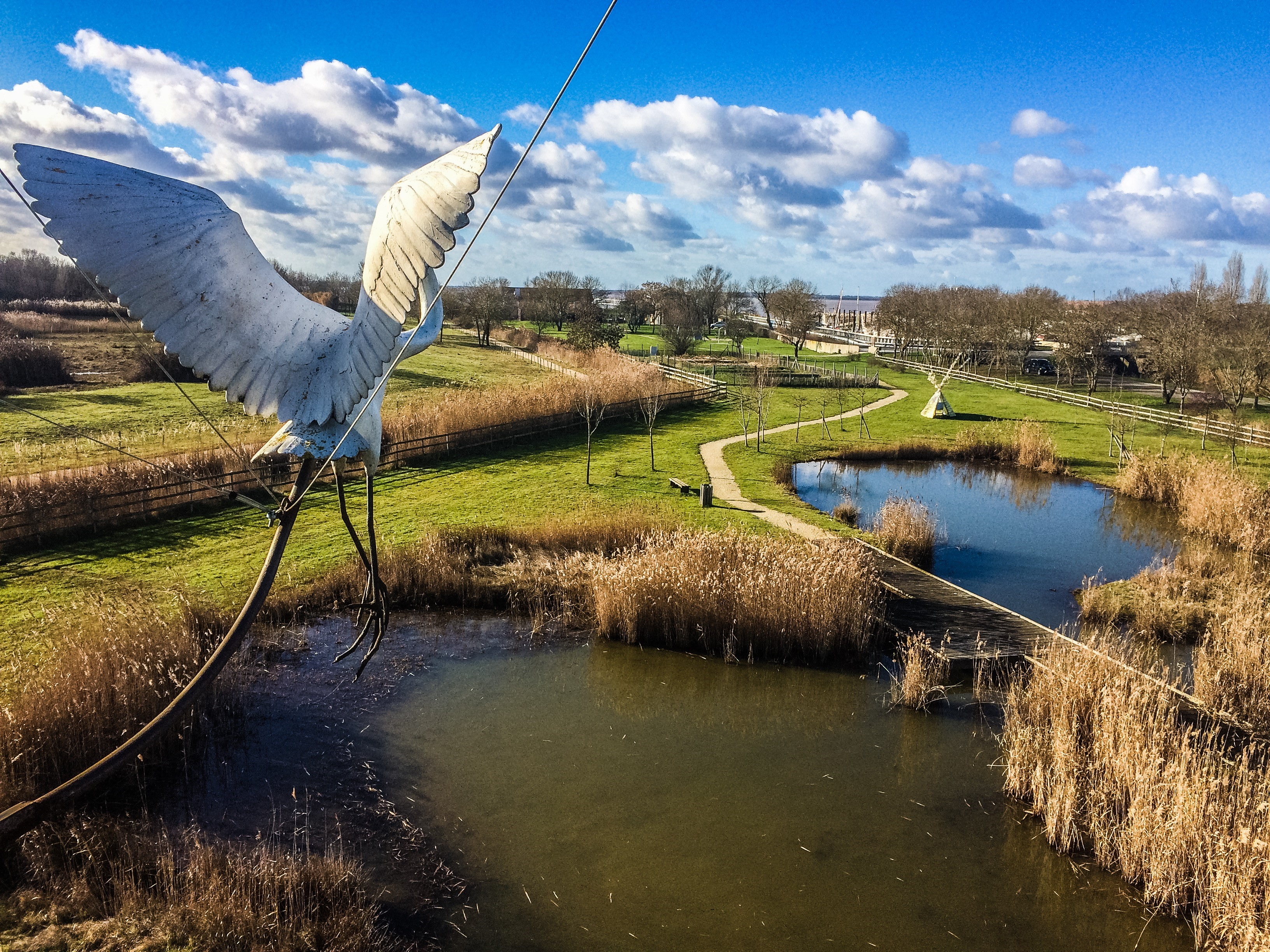
Vue depuis la tour d'observation

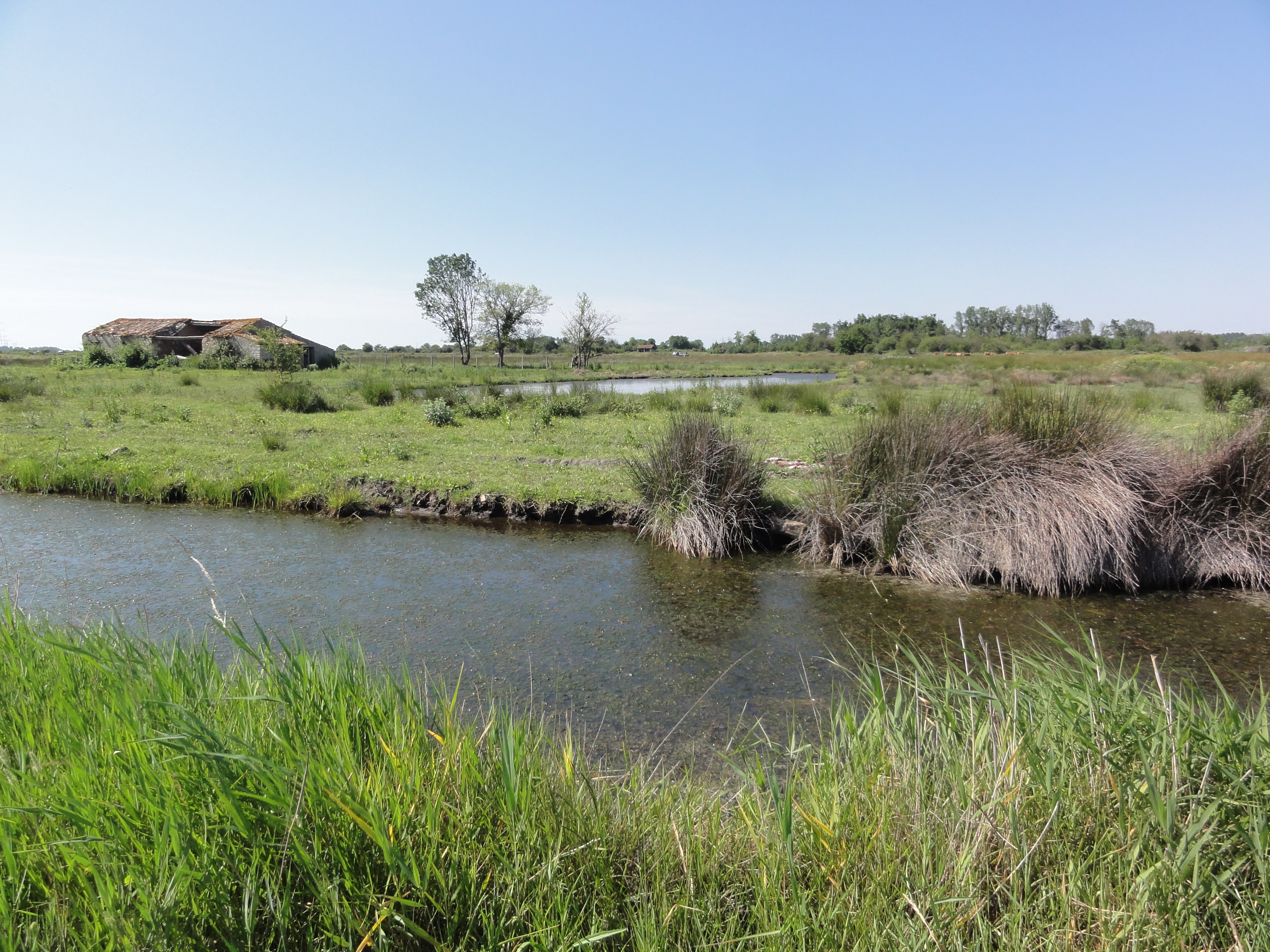
Les marais bordant l'estuaire de la Gironde.

Terres d'oiseaux est un sanctuaire ornithologique de 120 hectares situé à proximité du port des Callonges, au nord de la commune (à la limite de la commune de Saint-Ciers-sur-Gironde). Établi au cœur des prairies humides qui bordent l'estuaire de la Gironde, sur une des plus importantes voies de migration de France, il est fréquenté par plusieurs centaines d'oiseaux : aigrettes garzette, hérons pourprés, milans noirs, martins-pêcheurs, tadornes de belon, busards des roseaux viennent y nicher, y hiverner ou s'y reproduire.
Plusieurs sentiers ont été aménagés à travers les marais, agrémentés de panneaux explicatifs, de plates-formes d'observation et de plusieurs abris mis en place de façon à pouvoir regarder les oiseaux en toute quiétude. Les visiteurs passent successivement d'un écosystème à un autre : prairies humides, lacs, roselières ou encore bords d'estuaire, chacun abritant des espèces d'oiseaux spécifiques. Si une tour d'observation de dix mètres de haut est en accès libre, à proximité du parking, l'accès au reste du site est payant. La maison de « La Métairie » est la « porte d'entrée » du parc : on y trouve la billetterie, mais aussi un salon de thé et une boutique de souvenirs. Le site compte également un restaurant gastronomique, « Le Marainaud ».

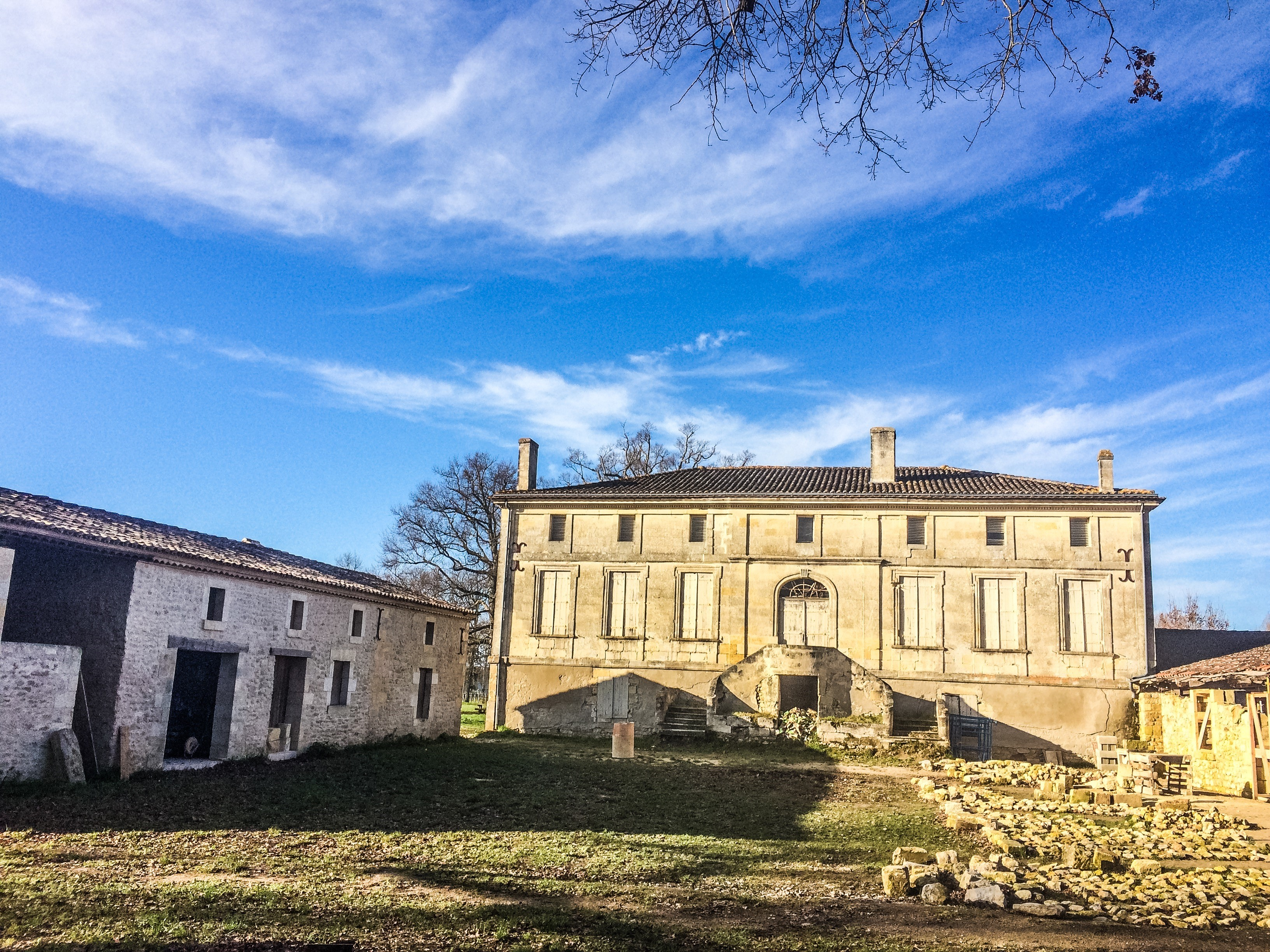
Domaine de La Paillerie

### Domaine de La Paillerie
Bâti en 1727, le Domaine de La Paillerie dispose d'une maison de maître et de ses dépendances. Autrefois, le domaine servait de distillerie.
Ce dernier est en cours de rénovation depuis 1995 afin de redonner une nouvelle vie à la bergerie, du pigeonnier, de la maison de maître.

## Jumelages
- Obanos (Espagne)[32]
- Füssenich (Allemagne)